# 5385 Kamenka
5385 Kamenka è un asteroide della fascia principale. Scoperto nel 1975, presenta un'orbita caratterizzata da un semiasse maggiore pari a 3,1442189 UA e da un'eccentricità di 0,2366242, inclinata di 9,81220° rispetto all'eclittica.
L'asteroide è dedicato alla città ucraina Kam"janka.